# Sturmbannführer

Límcové výložky SS-Sturmbannführera.

Sturmbannführer byla hodnost příslušníků paramilitárních jednotek NSDAP oddílů Sturmabteilung (SA) a Schutzstaffel (SS). Hodnost lze přeložit do češtiny jako „vůdce útočné jednotky“ (Sturmbann byl raný ekvivalent jednotek SA a SS pro prapor). Hodnost má původ u německých úderných jednotek z první světové války, kde byl titul Sturmbannführer příležitostně držen velitelem praporu.
Titul Sturmbannführer prvně založena jako hodnost Sturmabteilung (SA) v roce 1921. V roce 1928 se titul Sturmbannführer stal platnou hodností SA a stejně tak patřil mezi první zavedené hodnosti SS. Límcové označení Sturmbannführera bylo tvořeno čtyřmi stříbrnými peckami umístěnými ve tvaru pomyslného obdélníku na černém poli.
U Waffen-SS byla hodnost Sturmbannführer považována za ekvivalent k armádní hodnosti major ve Wehrmachtu. Předcházející hodností je hodnost Hauptsturmführer a následující Obersturmbannführer.